# Bisboeckelera longifolia
Bisboeckelera longifolia là một loài thực vật có hoa trong họ Cói. Loài này được (Rudge) Kuntze mô tả khoa học đầu tiên năm 1891.